# Lestanville
Lestanville ist eine französische Gemeinde mit 93 Einwohnern (Stand: 1. Januar 2022) im Département Seine-Maritime in der Region Normandie. Sie gehört zum Arrondissement Dieppe und zum Kanton Luneray und ist Teil des Kommunalverbands Terroir de Caux.

## Geographie
Lestanville ist ein Bauerndorf an der Saâne in der Region Pays de Caux, die zum Pariser Becken gehört. Das Dorf liegt 24 Kilometer südwestlich von Dieppe.

## Geschichte
Die Gemeinde wurde 1161 als Lestanvillam erstmals erwähnt. Die Bezeichnung des Gehöfts Leod- / Leofstan kommt aus dem Angelsächsischen. Die Bezeichnung der Gemeinde kann auch vom Angelsachsen Alestan stammen. Die Gemeinden Dénestanville und Vénestanville haben eine ähnliche Wortherkunft.
Seit März 2001 ist Loïc Boussard Bürgermeister.

### Bevölkerungsentwicklung
Die Bevölkerungsanzahl ist durch Volkszählungen seit 1793 bekannt. Die Einwohnerzahlen bis 2005 werden auf der Website der École des Hautes Études en Sciences Sociales veröffentlicht.
| Jahr | Bevölkerungsanzahl |
| ---- | ------------------ |
| 1962 | 90                 |
| 1968 | 84                 |
| 1975 | 67                 |
| 1982 | 62                 |
| 1990 | 68                 |
| 1999 | 76                 |
| 2006 | 89                 |
| 2015 | 94                 |